# 莱茵瑙 (瑞士)
莱茵瑙（德語：Rheinau，發音：[ˈʁaɪnaʊ]）是瑞士苏黎世州的一个市镇，总面积8.93平方千米，2018年12月31日总人口为1,333人。